# Archamps
Archamps és un municipi francès situat al departament de l'Alta Savoia i a la regió d'Alvèrnia-Roine-Alps. L'any 2007 tenia 1.693 habitants.

## Demografia

### Població
El 2007 la població de fet d'Archamps era de 1.693 persones. Hi havia 688 famílies de les quals 180 eren unipersonals (76 homes vivint sols i 104 dones vivint soles), 196 parelles sense fills, 244 parelles amb fills i 68 famílies monoparentals amb fills.
La població ha evolucionat segons el següent gràfic:
Habitants censats

### Habitatges
El 2007 hi havia 1.062 habitatges, 700 eren l'habitatge principal de la família, 313 eren segones residències i 49 estaven desocupats. 563 eren cases i 488 eren apartaments. Dels 700 habitatges principals, 572 estaven ocupats pels seus propietaris, 112 estaven llogats i ocupats pels llogaters i 16 estaven cedits a títol gratuït; 14 tenien una cambra, 44 en tenien dues, 135 en tenien tres, 161 en tenien quatre i 346 en tenien cinc o més. 637 habitatges disposaven pel capbaix d'una plaça de pàrquing. A 294 habitatges hi havia un automòbil i a 373 n'hi havia dos o més.

### Piràmide de població
La piràmide de població per edats i sexe el 2009 era:
| Homes | Edats   | Dones |
| ----- | ------- | ----- |
| 0     | 95 o +  | 0     |
| 0     | 90 a 94 | 4     |
| 0     | 85 a 89 | 0     |
| 12    | 80 a 84 | 12    |
| 16    | 75 a 79 | 24    |
| 28    | 70 a 74 | 28    |
| 16    | 65 a 69 | 16    |
| 28    | 60 a 64 | 16    |
| 32    | 55 a 59 | 28    |
| 84    | 50 a 54 | 56    |
| 48    | 45 a 49 | 68    |
| 56    | 40 a 44 | 64    |
| 60    | 35 a 39 | 56    |
| 60    | 30 a 34 | 44    |
| 16    | 25 a 29 | 20    |
| 48    | 20 a 24 | 12    |
| 48    | 15 a 19 | 20    |
| 32    | 10 a 14 | 36    |
| 44    | 5 a 9   | 32    |
| 36    | 0 a 4   | 4     |

## Economia
El 2007 la població en edat de treballar era de 1.134 persones, 895 eren actives i 239 eren inactives. De les 895 persones actives 856 estaven ocupades (464 homes i 392 dones) i 39 estaven aturades (16 homes i 23 dones). De les 239 persones inactives 54 estaven jubilades, 94 estaven estudiant i 91 estaven classificades com a «altres inactius».

### Ingressos
El 2009 a Archamps hi havia 699 unitats fiscals que integraven 1.668,5 persones, la mediana anual d'ingressos fiscals per persona era de 33.621 €.

### Activitats econòmiques
Dels 305 establiments que hi havia el 2007, 3 eren d'empreses extractives, 2 d'empreses alimentàries, 6 d'empreses de fabricació de material elèctric, 5 d'empreses de fabricació d'altres productes industrials, 26 d'empreses de construcció, 56 d'empreses de comerç i reparació d'automòbils, 3 d'empreses de transport, 16 d'empreses d'hostatgeria i restauració, 39 d'empreses d'informació i comunicació, 22 d'empreses financeres, 37 d'empreses immobiliàries, 80 d'empreses de serveis, 8 d'entitats de l'administració pública i 2 d'empreses classificades com a «altres activitats de serveis».
Dels 39 establiments de servei als particulars que hi havia el 2009, 2 eren tallers de reparació d'automòbils i de material agrícola, 2 guixaires pintors, 3 fusteries, 1 lampisteria, 2 electricistes, 4 empreses de construcció, 7 restaurants, 17 agències immobiliàries i 1 saló de bellesa.
Dels 8 establiments comercials que hi havia el 2009, 1 era, 1 una botiga de menys de 120 m², 1 una llibreria, 1 una sabateria, 1 una botiga d'electrodomèstics, 1 una botiga de mobles i 2 perfumeries.
L'any 2000 a Archamps hi havia 12 explotacions agrícoles que ocupaven un total de 352 hectàrees.

## Equipaments sanitaris i escolars
El 2009 hi havia 2 escoles elementals.

## Poblacions més properes
El següent diagrama mostra les poblacions més properes.